# Distretto militare di Varsavia

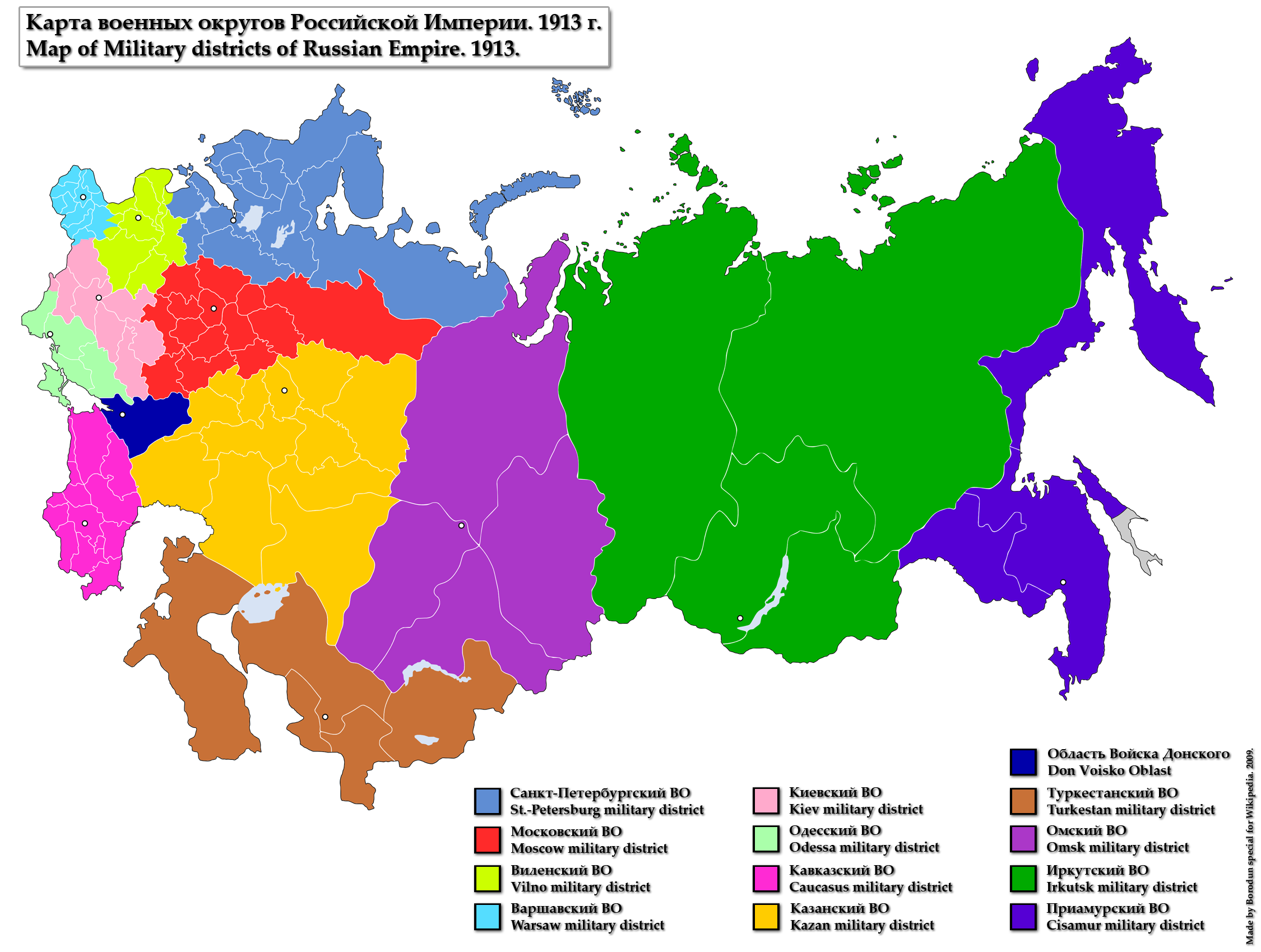
Distretti militari dell'Impero russo nel 1913.

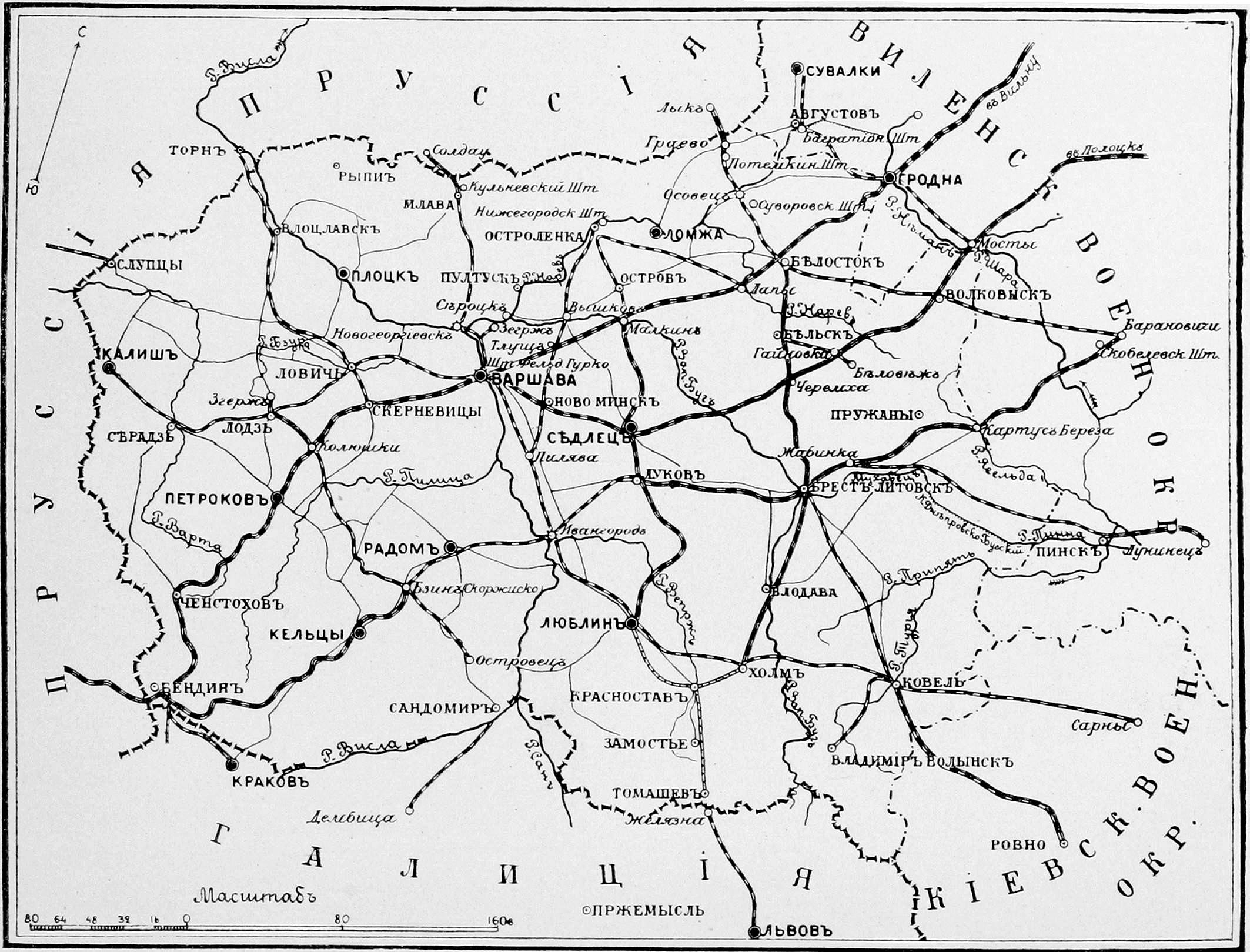
Cartografia del Distretto militare di Varsavia.

Il Distretto militare di Varsavia (in russo: Варшавский военный округ) fu un distretto militare dell'Impero Russo. Comprendeva il territorio del Regno del Congresso (tranne Suwałki che invece faceva parte del distretto militare di Vilnius).
Il distretto fu creato nel 1862. Allo scoppiò della prima guerra mondiale, la maggior parte delle unità del distretto (tre dei suoi cinque corpi di fanteria) furono usate per formare la Seconda Armata. Venne sciolto nel 1915 e confluì nel distretto militare di Minsk con quello di Vilnius.

## Unità terrestri
Le unità principali del distretto militare furono cinque corpi di fanteria:
- 6º Corpo d'armata (quartier generale a Łomża)
- 14º Corpo d'armata (quartier generale a Lublino)
- 15º Corpo d'armata (quartier generale a Varsavia)
- 19º Corpo d'armata (quartier generale a Brėst)
- 23º Corpo d'armata (quartier generale a Varsavia)